# Sistema Sac Actun
Sac Actun (mayathan sak aktun ‚weiße Höhle‘; offiziell Sistema Sac Actun) ist ein unterirdisches Flusssystem der Yucatán-Halbinsel in Mexiko. Es handelt sich mit 378 km um das zweitlängste bekannte Unterwasserhöhlensystem der Welt nach dem Sistema Ox Bel Ha. Es ist durch 228 bekannte Cenotes mit der Oberfläche verbunden; die größte Tiefe befindet sich mit 119,2 m im The Blue Abyss. Seit Beginn der Erkundung im Jahr 1987 wurden in dem Höhlensystem unter anderem diverse anthropologische Entdeckungen gemacht.
Im Januar 2007 gelang die Verbindung mit dem damals drittlängsten System Nohoch Nah Chich. Im August 2012 wurde über eine trockene Passage eine Verbindung zum weiter nördlich gelegenen 82,4 km langen Sistema Dos Ojos im Bereich von Nohoch Nah Chich gefunden. Inklusiver aller Überwasserteile (7,5 km) beträgt die Gesamtlänge 386 km; somit ist Sac Actun das weltweit viertlängste Höhlensystem.